# مقاطعة كليبورن (أركنساس)
مقاطعة كليبورن (بالإنجليزية: Cleburne County)‏ هي إحدى مقاطعات ولاية أركنساس في الولايات المتحدة الأمريكية.